# یلاولف
مایکل وین آتا (به انگلیسی: Michael Wayne Atha) (متولد ۳۰ دسامبر ۱۹۷۹)، معروف به یلاولف رپر آمریکایی است.
پدر او یک چروکی و مادر او یک راک استار بود و
در ۱۵ سالگی ، او را از دست داد.
او بیشتر نوجوانی خود را در سفر بود و بیشتر وقت خود را در Tennessee و Antioch گذراند.
مدرسه محل تحصیل او نزدیک پروژه های ساختمانی بود و نیما نایت اول دوست صمیمی او حسی را در او زنده کرد جایی بود که حس هیپ هاپ در او ساخته شد
دربارهٔ نام‌خود می‌گوید: (یلاولف یک واژه بومی از سرخپوستان آمریکاست . پدرِ من یک چروکی است و خودِ من متعلق به منطقهٔ چروکی در Godsden آلاباما هستم. YELAاستعاره از خورشید ، نور و قدرت است و WOLF برگرفته از توانایی من برایِ زنده ماندن است .)
در سال هایِ کاریِ خود، یلاولف ، تا کنون چهار میکستیپ و چهار آلبوم بلند منتشر کرده است.
نخستین آلبوم‌بلند به نام TRUNK MUZIKدر سال ۲۰۰۵ منتشر و با استقبال فراوانی همراه شد به طوری که توجه‌قوی همگان را به خود جلب کرد و باعثِ امضای‌یک قرارداد‌ِ کاری یا Interscope Records شد.
[این آلبوم یکسال بعد با عنوان Trunk Muzik0-60 تحت این لیبل دوباره منتشر شد]
در ژانویهٔ ۲۰۱۱، یلاولف یک قرارداد ضبط با لیبل متعلق به امینم یعنی شیدی رکوردز، بست.
آلبومِ رادیو اکتیو در۲۱نوامبر از این لیبل منتشر شد و در جایگاه ۲۷م سایت بیلبورد قرار گرفت.
پس از این دو آلبوم ،Trunk Muzik Returns(Mixtipe)، Love Story و میکستیپ H.O.T.E.L (House Of The Endless Life) و Trial By Fire و Trunk Muzik 3 را در۲۰۱۳، ۲۰۱۵، ۲۰۱۶، ۲۰۱۷ و ۲۰۱۹ منتشر کرد.